# Nationaleid (Ghana)
Der Nationaleid von Ghana (englisch National Pledge of Ghana) ist der nationale Eid des westafrikanischen Staates Ghana. Er bildet eines der vier Nationalsymbole des Landes.

## Eid
I promise on my honor

to be faithful and loyal to Ghana my motherland.

I pledge myself to the service of Ghana

with all my strength and with all my heart.

I promise to hold in high esteem our heritage,

won for us through the blood and toil of our fathers;

and I pledge myself in all things

to uphold and defend the good name of Ghana.

So help me God.

### Freie Übersetzung
Ich verspreche bei meiner Ehre

meinem Vaterland Ghana gegenüber treu und loyal zu sein.

Ich schwöre Ghana zu dienen

mit all meiner Kraft und all meinem Herzen.

Ich verspreche unser Erbe hochzuhalten,

das für uns durch das Blut und schuften unserer Väter gewonnen wurde;

und ich schwöre zu mir selber alle Dinge

hochzuhalten und den guten Namen von Ghana zu verteidigen.

So wahr mir Gott helfe.